# Alanova
Alanova, nota anche come Kyra Alanova e Alice Allan (Seattle, 26 luglio 1902 – New York, 3 settembre 1965), è stata una ballerina, coreografa e attrice statunitense.

## Biografia
Nata negli USA da padre russo emigrato all'inizio del 1900, risulta poi figliastra del coreografo e danzatore Adolf Bolm, importante collaboratore dei balletti russi di Sergej Djagilev. 
Segue le orme del patrigno, dal 1918 al 1924 danza con la compagnia di Djaghilev sulle scene di Londra, Parigi e Roma, dal 1922 risulta impegnata come attrice in varie produzioni di Broadway e di Londra, con il nome di Kyra Alanova.
Attiva sulla scena teatrale di Parigi negli anni '30, fu ritratta da Kees van Dongen in diversi dipinti ("Portrait of Miss Alanova", "Jeune fille aux pieds nus"), in un periodo in cui probabilmente i due erano amanti.
Alla fine degli anni '30 arriva in Italia per una tournée nei più importanti teatri, conosce il conte Andrea Di Robilant, sceneggiatore e regista, i due si sposano poco dopo e Alanova rimane per alcuni anni a lavorare in Italia, dividendosi tra famiglia e lavoro.
Introdotta dal marito nel mondo del cinema, debutta nella parte della contessa Della Rovere nel film di Ladislao Vajda Giuliano de' Medici girato negli studi della Pisorno a Tirrenia, primo di una serie di cinque pellicole nell'ultima delle quali sarà diretta da Alberto Lattuada in La freccia nel fianco dal romanzo di Luciano Zuccoli.
Con la fine della guerra, Alanova riprende la sua attività di coreografa, fondando la compagnia Balletti Russi Alanova (di cui sarà direttore artistico Enrico Prampolini e con cui collaborerà, come scenografa e costumista, Leonor Fini) con la quale gira l'America e l'Europa sino al 1946 dopo di che ricompare negli Stati Uniti, moglie del critico di danza Irving Deakin.

## Spettacoli di danza
- Cappello a tre punte, musica di Manuel de Falla, coreografie di Léonide Massine con Tamara Karsavina, Lénide Massine, Leon Woizikowsky, Alanova, scene e costumi di Pablo Picasso, Compagnia balletti russi di Sergej Djagilev, Teatro Alhambra, Londra 22 luglio 1929.
- Recital, Balletti Alanova, Roma 1944
- Tiepolesco, musiche di V. Tommasini, coreografie di Alanova, scene e costumi di Enrico Prampolini, Roma 1944.
- Tiepolesco, di V. Tommasini, recital di Alanova, Teatro San Carlo di Napoli, costumi e scene di Enrico Prampolini, 1945.
- Ma mère l'oye, musica di Maurice Ravel, orchestra di Alfredo Casella, coreografie di Alanova, Teatro San Carlo di Napoli, 1945
- Il combattimento di Tancredi e Clorinda, musiche di Claudio Monteverdi, orchestra diretta da Franco Capuana, coreografie Alanova, scene e costumi di Toti Scialoja, 1945.

## Filmografia
- Giuliano de' Medici, regia di Ladislao Vajda (1941)
- La zia smemorata, regia di Ladislao Vajda (1941)
- Le due tigri, regia di Giorgio Simonelli (1942)
- Canal Grande, regia di Andrea Di Robilant (1943)
- La freccia nel fianco, regia di Alberto Lattuada e Mario Costa (1945)

## Doppiatrici italiane
Nonostante abbia fatto film di produzione italiana, Alanova è stata doppiata da:
- Renata Marini in La zia smemorata, Canal Grande
- Giovanna Scotto in Le due tigri
- Tina Lattanzi in La freccia nel fianco